# Giorgio Oberweger
Giorgio Oberweger   (Trieste, 22 de desembre de 1913 - Roma, 14 d'octubre de 1998) va ser un atleta italià, especialista en el llançament de disc, que va competir durant la dècada de 1930.
El 1936 va prendre part en els Jocs Olímpics de Berlín, on va guanyar la medalla de bronze en la prova del llançament de disc del programa d'atletisme.
En el seu palmarès també destaca una medalla de plata al Campionat d'Europa d'atletisme de 1938.
Durant la Segona Guerra Mundial va lluitar al Mediterrani, el Mar del Nord, el Canal de la Mànega i el nord d'Àfrica. Volant, primer a bord d'un caça Fiat C.R.42 Falco, i després d'un Fiat G.50 Freccia, aconseguí cinc victòries aèries, amb la qual cosa fou considerat as de l'aviació. Fou condecorat amb una Medalla al Valor Militar i dues Creu de Guerra al Valor Militar.
El 1946 va ser nomenat comissari tècnic de l'equip masculí de la Federació d'Atletisme, càrrec que va exercir fins a 1960.Als Jocs Olímpics de Londres va ser entrenador d'Adolfo Consolini i Giuseppe Tosi. Entre finals dels anys seixanta i el 1972 va formar part de l'IAAF.

## Millors marques
- Llançament de disc. 51,49 cm (1938)[6]